# 阿尔伯特街 (里加)
阿尔伯特街是拉脱维亚首都里加的一条街道，得名于阿尔伯特主教（1165-1229）。这条街以其新艺术运动风格的公寓建筑著称，其中许多建筑都是由俄国建筑师米哈伊尔·爱森斯坦设计。这些新艺术运动风格的建筑构成世界遗产里加历史中心的重要组成部分。

## 图片

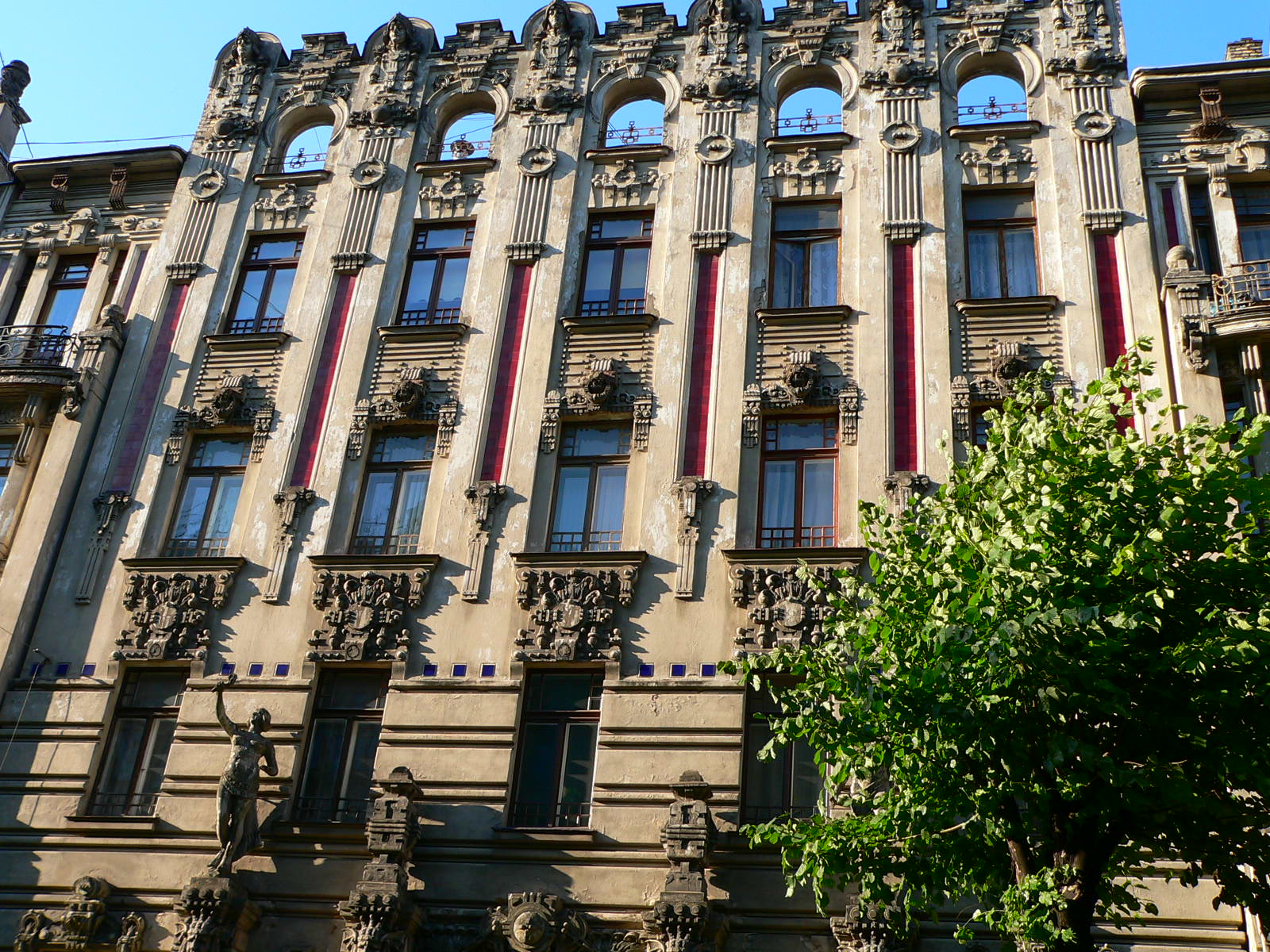
阿尔伯特街2号
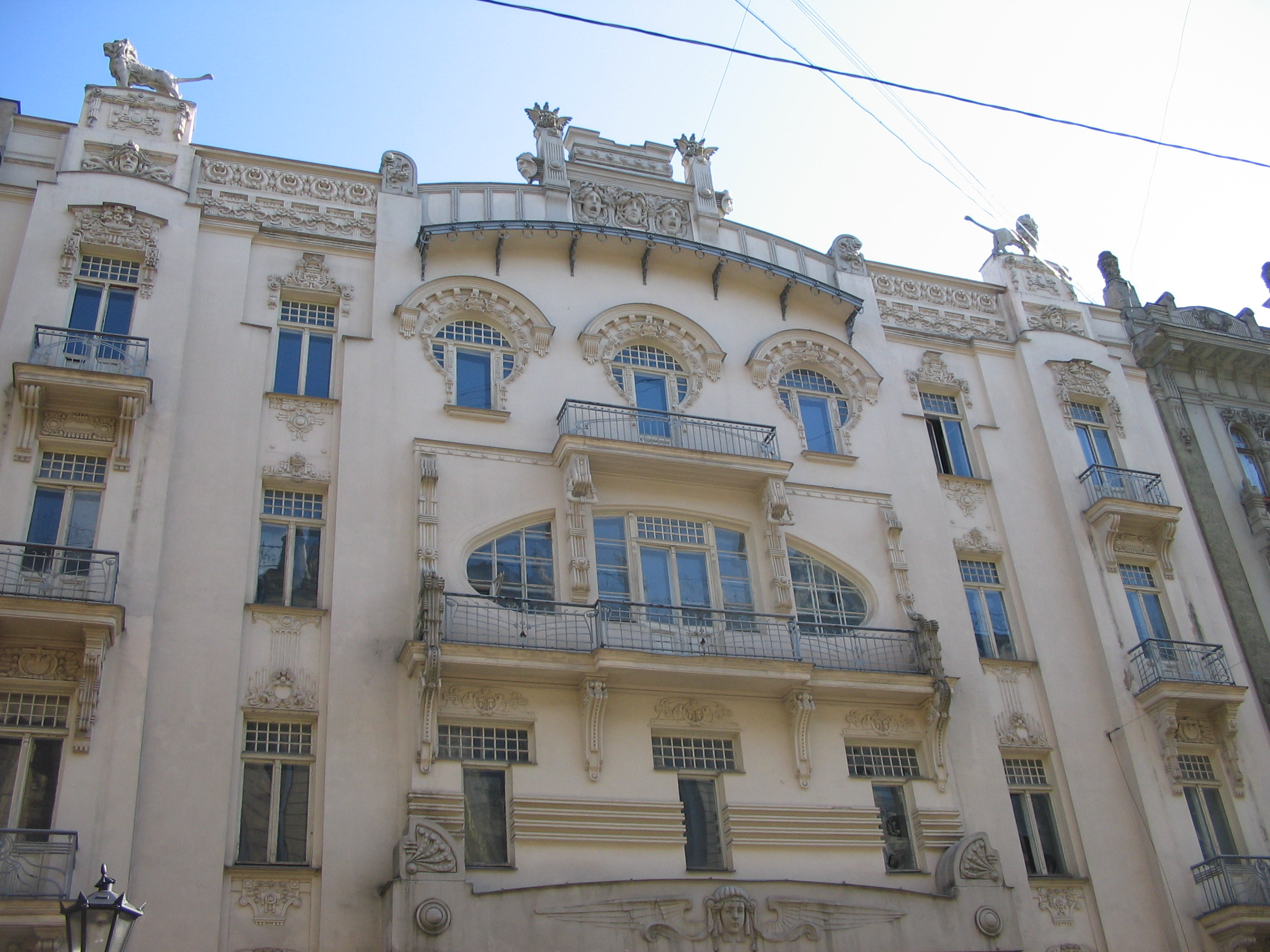
阿尔伯特街4号

56°57′33″N 24°06′35″E / 56.9590397°N 24.1097116°E